# يموان (الديس)
'

تعديل مصدري - تعديل

يموان هي إحدى قرى عزلة الديس بمديرية الديس التابعة لمحافظة حضرموت، بلغ تعداد سكانها 155 نسمة حسب تعداد اليمن لعام 2004.